# 나강
나강(蘿江, 학명: Urceola polymorpha 우르케올라 폴리모르파[*])은 협죽도과의 여러해살이 초본식물이다. 과거에는 단형 나강속(蘿江屬, 학명: Aganonerion 아가노네리온[*])의 유일한 종(A. polymorphum)으로 분류하기도 하였으나, 2018년에 우르케올라속에 속하는 것으로 재분류되었다. 원산지는 라오스, 베트남, 캄보디아, 태국 등 동남아시아 지역이며, 지역에 따라 라장(베트남어: lá giang), 트넝(크메르어: ថ្នឹង), 솜롬(라오어: ສົ້ມລົມ, 태국어: ส้มลม) 등의 이름으로 불리며 허브·향신채로 쓰인다.